# Marcopolo Ideale 770
Ideale 770 es un midibus de carretera fabricado por el carrocero Marcopolo en el año 2006, presentado en 2005. Su uso se aplica al transporte selectivo, pequeños grupos de personas o al transporte por carretera interurbano. El modelo se basa en el midibus urbano Marcopolo Senior Midi. A veces existe el uso de aire acondicionado, sillas reclinables y cortinas.

## Chasis
- Mercedes-Benz
  - OF-1722M, OF-1721 Bluetec 5  OF-1418, OF-1721L Bluetec 5, OF-1724 Bluetec 5, O-500R, O-500M, OF-1519 Bluetec 5, OH-1518, OF-1722, OH-1420, OH-1622
- Volvo
  - B270F, B7R
- Volksbus
  - 17-230 EOD V Tronic, 17-230 OD, 17-230 EOD, 17-230 OD Euro V, 15.190 EOD, 17.210 EOD
- Scania
  - K310IB
- Agrale 
  - MA 17.0, MA 15.0